# Kurt Mendelssohn
Kurt Alfred Georg Mendelssohn FRS (Berlim, Império Alemão, 7 de janeiro de 1906 – Oxford, 18 de setembro de 1980) foi um físico médico britânico nascido na Alemanha, eleito fellow da Royal Society em 1951.
Tataraneto de Saul Mendelssohn, o irmão mais jovem do filósofo Moisés Mendelssohn. Obteve um doutorado em física pela Universidade de Berlim, onde foi aluno de Max Planck, Walther Nernst, Erwin Schrödinger e Albert Einstein. Saiu da Alemanha com o advento do regime nazista em 1933, seguindo para a Inglaterra. Trabalhou na Universidade de Oxford a partir de 1933.
Seu trabalho científico inclui física de baixa temperatura, elementos transurânicos e física médica.
Recebeu a Medalha Hughes de 1967.

## Livros publicados
- The Riddle of the Pyramids. Thames & Hudson, 1974; Sphere Cardinal Edition, 1976.
- The Quest for Absolute Zero. McGraw-Hill, 1966.
- In China Now, 1969.
- The World of Walther Nernst, 1973.
- Science and Western Domination, Thames & Hudson, 1976.